# مجموعه انرژی صفر بدینگتون
مجموعه انرژی صفر بدینگتون (به انگلیسی: Beddington Zero Energy Development) (BedZED) یک منطقهٔ مسکونی در بریتانیا است که در Hackbridge, London Borough of Sutton واقع شده‌است.
سلام
'مجموعه انرژی صفر بدینگتون (مجموعه انرژی صفر بدینگتون) اولین و وسیعترین اکو مجموعه خنثی انگلستان است و یک شهر مسکونی با چهل دقیقه فاصله در جنوب شرق لندن واقع شده‌است. این مجموعه شامل ۸۲ خانه مسکونی، ۱۶۰۰ مترمربع مکان کار، یک سالن چندمنظوره، یک فروشگاه در سایت، کافه تریا و مرکز بهداشت و سلامت و تسهیلات مراقبت از کودکان است.
این پروژه در سال ۱۹۹۸ شروع شد و در سال ۲۰۰۱ کامل گشت و ساکنان از سال ۲۰۰۲ در این مجموعه زندگی می‌کنند. کانسپت طراحی این مجموعه از تمایل به خلق یک مجموعه انرژی فسیلی صفر به وجود آمد، نوعی که میزان انرژی را که مصرف می‌کند از منابع تجدیدپذیر بدست می‌آورد، بنابراین هیچ کربن خالصی را به اتمسفر صادر نمی‌کند.
یک سوم خانه‌ها به واحدهای اجاره‌ای برای افراد با درآمد کم اختصاص داده شد و مالکیت سهامی (اجاره به شرط تملیک) و مالکیت یکجا دو سوم دیگر را بخود اختصاص می‌دهد.
ترکیب محل‌های کار با سکونت به مردم این اجازه را می‌دهد تا نزدیک تر به خانه کار کنند و این کربن ناشی از حمل و نقل را کاهش می هد در حالیکه توسعه یک همسایگی متنوع را تشویق می‌کند و فعالیت‌های روزانه را در سایت وارد می‌کند. تقاضا برای واحدها فضاهای کار بسیار بالا بوده و تمام سوئیت‌ها بسرعت فروخته شدند یا به اجاره رفتند و ساکنان این محبوبیت را سبب نور روز و رسترسی به فضاهای بازبین واحدها دانسته‌اند.
این مجموعه توسط اتحادیهپی بادی، خیریه بیورجنال و معماران بیل دانستر و گروه آروپ ساخته شده‌است. بیل دانستر ابتدا خانه شخصی خودش را با این الگو طراحی کرد و سپس تصمیم به ساختن مجموعه‌ای گرفت که محل کار و زندگی را به عنوان یک مجموعه کار و زندگی با هم ترکیب کند. بیورجنال کارفرمای این پروژه شد و سرمایه خود را از WWF تأمین کرد.
حداکثر تراکم ۵۰ واحد مسکونی در هر هکتار، ۱۲۰ فضای کاری در هر هکتار، و بالای ۴۰۰۰ مترمربع فضای سبز در هر هکتار در نظر گرفته شده‌است.

## شعار پروژه
شعار این مجموعه «یک سیاره برای زندگی است».
گزارشی برای WWF تخمین زد که هر فردی در انگلستان به‌طور میانگین ردپای اکولوژیکی حدود ۵ هکتار دارد. این بدین معنی است که اگر هر فردی روی سیاره به اندازه فرد ساکن انگلستان ردپای اکولوژیکی بر جای بگذارد، ما به سه سیاره برای نگهداری خود نیاز داریم. BedZED ایدئولوژی زنگی روی یک سیاره را به وجود آورد، یک فرمول ۱۰ نکته‌ای که به توسعه‌های اکولوژیکی آتی در استرالیا، چین، آمریکای شمالی و آفریقای جنوبی کمک می‌کند. بدین منظور این مجموعه ۱۰ اصل زیست‌محیطی را برای رسیدن به این هدف دنبال می‌کند:
1. کربن صفر
2. پسماند صفر
3. حمل و نقل پایدار
4. استفاده از مصالح پایدار و محلی
5. استفاده از غذای پایدار و محلی
6. منبع پایدار آب
7. زیست گاه و حیات وحش طبیعی
8. میراث و فرهنگ
9. برابری و تجارت عادلانه
10. سلامتی و شادابی

## اهدافپایداری
این مجموعه اهدافی را که برای رسیدن به این ده اصل دنبال می‌کند به قرار زیر است:
1. عدم استفاده از سوخت‌های فسیلی.
2. ۵۰ درصد کاهش انرژی مصرفی برای حمل و نقل.
3. ۶۰ درصد کاهش انرژی خانگی در مقایسه با منازل انگلیسی.
4. درصد کاهش احتیاجات انرژی گرمایی.
5. استفاده از انرژی‌های تجدید پذیر.
6. ۳۰ درصد کاهش در مصرف آب.
7. کاهش پسماند و تشویق بازیافت.
8. استفاده از مصالح ساختاری تولیدکننده‌های محلی، شامل آجر و فولاد بازیافتی و بتن (در شعاع کمتر از ۶۰ کیلومتر).
9. تولید منابع محلی (شبکه کشاورزی برای غذای محلی).
10. توسعه تنوع زیستی در محیط طبیعی.

## اصول
- کربن صفر

کاهش و سرانجام حذف کربن ناشی از سوخت فسیلی در گرمایش، سرمایش و تولید نیرو برای ساختمان‌ها
- پسماند صفر

کاهش پسماند به محل دفن به منظور کاهش انرژی استفاده شده در حمل پسماند و کاهش گازهای گلخانه‌ای که از محل دفن زباله‌ها برمی‌خیزد.
- حمل و نقل پایدار

کاهش کربن ناشی از حمل و نقل
- مصالح محلی و پایدار

انتخاب مصالح به منظور کارایی بالا در استفاده، اثر کم در ساخت و حمل
- غذای محلی و پایدار

کاهش مواد خروجی ناشی از تولید غذا، بسته‌بندی و حمل، کاهش آلودگی زیست‌محیطی ناشی از مواد شیمیایی که در تولید غذا استفاده شده‌اند.
- استفاده پایدار از آب
- کاهش انرژی استفاده شده در تأمین اب و مدیریت فاضلاب؛ کاهش خطر سیل در محل
- مساکن طبیعی و حیات وحش*
- افزایش و محافظت از تنوع زیستی
- میراث و فرهنگ

بوجود آوردن حسی از جامعه از طریق افزایش یا باززنذه‌سازی جنبه‌های با ارزشی از میراث و فرهنگ محلی
- برابری و تجارت عادلانه

برانگیختن عدالت اجتماعی از طریق توسعه اقتصاد محلی تجارت عادلانه بین‌المللی

### سلامت و شادابی
افزایش سطح سلامتی و رفاه عمومی از طریق طراحی و تسهیلات
جدول۱- اصول و اهداف برنامه زندگس بر روی یک سیاره

## ایدهطراحی مجموعه
همان‌طور که بیان شد کانسپت طراحی این مجموعه از تمایل به خلق یک مجموعه انرژی فسیلی صفر به وجود آمد، اما این مجموعه قرار است علاوه بر توجه به محیط به جنبه‌های اجتماعی-اقتصادی مجموعه نیز توجه کند، چنان‌که هدف هر مجموعه اکولوژیکی پایدار است. بدین منظور سئوالاتی مطرح می‌شود که تیم طراحی در پی پاسخ دادن به آن‌ها بود:
چطور می‌توانیم ما:
- احساسی از جامعه را در مکان‌های شهری خلق کنیم؟
- از اضافات موجود در سایت‌های مستعمل استفاده کنیم؟
- بازگشت تنوع زیستی را به مکان‌های شهری تشویق کنیم؟
- مصرف آب را کاهش دهیم؟
- از آلوده کردن رودخانه‌ها و شریان‌ها دست برداریم؟
- مصالح را با کمترین اثر محیطی بسازیم؟
- دوام را افزایش دهیم و بازیافت را باعث شویم؟
- انرژی نهان را در ساختن کاهش دهیم؟
- حجم پسماند ایجاد شده توسط یک واحد مسکونی را کاهش دهیم؟
- جمع‌آوری انرژی تجدید پذیر در مکان‌های شهری را افزایش دهیم؟
- استفاده از ماشین‌های سوخت فسیلی را کاهش دهیم؟
- احتیاج به سفر به محل کار را کاهش دهسم؟
- پیاده‌روی، دوچرخه سواری و حمل و نقل عمومی را تشویق کنیم؟
- حمل غذا را کاهش دهیم؟

## سه اصل پایداری در BedZED
1. مطبوعیت اجتماعی
2. سودمندی مالی
3. اثر محیطی کاهش یافته

- ترکیب خانه‌هایی از نوع اجاره‌ای، مالکیت
- فعالیت‌های اجتماعی کار و زندگی
- نزدیکی به تسهیلات اجتماعی وسیعتر
- فضاهای باز خصوصی برای خانه‌ها
- مطبوعیت نور روز و نور خورشید
- درآمد ساخت بنگاه خانه سازی
- منازل قابل پرداخت
- تقاضای بیشتر از ارزش بازار
- کار/زندگی برای کمک به راه‌اندازی تجارت
- بهبود دسترسی به حمل و نقل عمومی
- صورت حساب‌های پایین انرژی
- خطوط اینترنت: اجتماع، تجارت محلی، سرویس
- سوخت فسیلی صفر
- مصرف ۱۰۰ درصدی انرژی تجدیدپذیر
- خانه‌هایی با گرمایش صفر
- گرمایش خورشیدی غیرفعال
- منبع نیرویPV برای ۴۰ وسیله الکتریکی
- ۵۰ درصد کاهش آب آشامیدنی
- آمایش اکولوژیکی آب در روی سایت
- سیستم‌های تهویه با نیروی باد
- مصالح با انرژی نهان کم
- الوار بازیافتی
- فولاد سازه‌ای مستعمل
- CHP با بیو سوخت حاصل از اضافات درختان شهری
- ارزش اکولوژیکی بهبود یافته سایت
- زمین به عنوان منبع محدود
- تسهیلات دوچرخه سواری
- تسهیلات بازیافت

## دستیابی به پایداری
جنبه‌های دستیابی به پایداری در این مجموعه را در سه مبحث طراحی، ماده و انرژی، اجتماع و اقتصاد بررسی می‌کنیم.

### الف-طراحی ساختمان
سایت
این مجموعه در زمینی ساخته شده‌است که قبلاً ساخته شده بود و در زمان طراحی متروکه بود.
تراکم
این مجموعه مجموعه‌ای متراکم است که بواسطه تراکم میزان استفاده از زمین را کاهش می‌دهد. ساختمان‌ها در سه طبقه ساخته شده‌اند.
فرم
```
فرم ساختمان‌های مجموعه تابعی از عوامل محیطی است. ساختمان‌ها در چهار ردیف پشت سرهم قرار گرفته‌اند که فضای بین آن‌ها به حیاط اختصاص دارد و توسط پل‌هایی به هم کتصل می‌شوند. بخش شمالب سقف مورب شده‌است و اجازه نمی‌دهد اشعه آفتاب در کوتاهترین روزهای سال به ردیف‌های بعدی ساختمان برسد.
```

چهار تیپولوژیمختلف بر اساس فرم‌های سنتی شهری انگلیسی در این مجموعه در نظر گرفته شد:
- ردیف‌های رو به جنوب با باغ‌های جلو
- ردیف‌های با فضای کار و انباری وسایل
- فضاهای پیاده محور با ورودی جناقی برای فضاهای کار و کافی شاپ
- خانه‌هایی با فضایی برای فعالیت‌های اجتماعی از قبیل تگهداری کودک، سلامت و هنر.

عملکرد
```
این مجموعه یک مجموعه کار و زندگی است و متشکل از واحدهای مسکونی، اداری، فضاهای خدماتی و یک سالن اجتماعات است. واحدهای مسکونی در درون خود نیز محل‌هایی برای کار دارند.
```

فضاهای داخلی
```
فضاهای داخلی به صورت انعطاف‌پذیر و ساده طراحی شده‌اند و در بعضی واحدها امکان کار در واحد فراهم آمده‌است. واحدها از یک خوابه تا چهارخوبه را شامل می‌شوند.
```

فضاهای داخلی مجموعه مسکونی BedZED فضاهایی انعطاف‌پذیر با روشنایی مطلوب و از مصالح طبیعی، بازیافتی ساخته شده‌اند.

### ب- ماده و انرژی
فاکتور ماده و انرژی جدا از فاکتور طراحی ناست. تمام جنبه‌های مربوط به انرژی و محیط جزئی از طراحی مجموعه شده‌است. در این مجموعه که یک مجموعه کربن صفر است، استفاده از انرژی‌های تجدید پذیر مانند سوخت‌های فسیلی به صفر رسیده‌است و در عوض از انرژی‌های تجدید پذیر مانند خورشید، باد، خاک و گیاهان استفاده بهینه گشته است. راهکارهای استفاده از انرژی‌های تجدیدپذیر به صورت فعال و غیرفعال است.
۱- دستیابی به انرژی صفر سوخت‌های فسیلی (تأمین انرژی از منابع پایدار)
این مجموعه از خورشید، باد و گیاه بهنوان منبع تأمین انرژی و از خاک به صورت مصالح در حفظ و ذخیره‌سازی انرژی استفاده کرده‌است و سعی در حفظ و نگهداری آب به عنوان منبعی حیاتی داشته‌است. مصرف انرژی از طرق زیر در این مجموعه کاهش می‌یابد:

### ساخت و طراحی ساختمان
به منظور بازدهی حداکثر انرژی (راهکارهای غیرفعال) که این شامل موارد زیر است:
جهت‌گیری ساختمان‌ها برای تسخیر آفتاب در طول زمستان و دوری از آن در تابستان
- ایزولاسیون بالای ساختمان‌ها به منظور کاهش هدر رفت و جذب گرما
- استفاده از ساختار توده حرارتی به منظور متعادل کردن درجه حرارت داخلی به وسیلهٔ گرمای آفتاب و بازتابش آن به فضای داخلی
- استفاده از گلخانه‌ها
- تهویه طبیعی مؤثر و بادگیر
- استفاده از شیشه بندی با کارایی بالا
- نور روز
- انتخاب وسایل و تجهیزات کارا
- استفاده از پنجره‌های چوبی به منظور کاهش پل حرارتی(انتقال سرما از خارج به داخل)

#### انرژی تجدیدپذیر برای تولید نیرو
استفاده از تکنولوژی‌های انرژی تجدیدپذیر برای تولید نیرو در سایت: (راهکارهای فعال)، که این شامل موارد زیر است.
- CHP بیومس (ترکیب گرما و نیرو)؛ پانل‌های فتوولتائیک برای تولید انرژی فسیلی صفر (PV الکتریکی خورشیدی شفاف و PV خورشیدی غیرشفاف).
- در این مجموعه علاوه بر موارد ذکر شده گرمای حاصل از وسایل خانگی و فعالیت‌های ساکنان نیز در محاسبت انرژی به عنوان منبع انرژِ استفاده می‌شود. در این قسمت هر کدام از موارد بالا را توضیح می‌دهیم:

جهت گیری: تمام واحدهای مسکونی به منظور حداکثر کردن جذب گرما از خورشید در جنوب قرار داده شده‌اند. در پشت هر ردیف مسکونی یعنی در ضلع شمالی واحدهای اداری و کاری قرار دارند، جاییکه جذب حداقل انرژی خورشیدی از بیش گرمایی جلوگیری می‌کند و این در حالیست که در واحدهای اداری نیاز به سرمایش بیش از گرمایش است. هر واحد مسکونی شامل یک گلخانه در ضلع جنوبی است که گرما و نور خورشید را تسخیر می‌کند.
ایزولاسیون: تمام ساختمان‌ها در یک پوشش ایزولاسیون ۳۰۰ میلی‌متری پشم سنگ قرار داده شدند. (ساختمان U-value پائینی دارد).

## نتیجه اینست که درجه حرارت داخلی در حدود ۱۸–۲۱ درجه سانتی گراد در طول سال باقی می‌ماند. ایزولاسیون در خارج ساختار در نظر گرفته شده‌است و از پل حرارتی جلوگیری می‌کند
توده حرارتی: ساختمان‌ها از مصالح حجیم گرمایی ساخته شده‌اند که گرما را در شرایط گرم ذخیره می‌کند و در شرایط سرد آزاد می‌نماید. سقف‌ها و دیوارهای بتنی و حجیم و ترمال هستند. این مصالح نوسات دمای داخلی را تعدیل می‌کنند.
گلخانه: فضاهای خورشیدی یا گلخانه در ضلع جنوبی ساختمان طراحی شده‌اند.
تهویه طبیعی: تهویه طبیعی هم از طریق باز کردن پنجره اتاق‌ها و بازشوهای فضاهای خورشیدی و هم از طریق بادگیر صورت می‌گیرد
نور روز: تمامی واحدهای مجموعه از نور روز بسیار خوبی برخوردار هستند. تمامی واحدهای مسکونی از ضلع جنوبی و واحدهای اداری از ضلع شمالی نور می‌گیرند. بهره‌گیری از نور روز باعث کاهش مصرف الکتریسیته و همچنین سلامتی ساکنین واحدها می‌شود.
شیشه بندی مؤثر: پنجره‌ها، دو لایه با گاز آرگن هستند. شیشه‌های گلخانه، سه لایه است.
بادگیرها: در سقف این مجموعه بادگیرهایی به رنگ‌های مختلف تعبیه شده‌است که این یک جنبه خلاقانه در طراحی و نشان دهنده اهمیت این عنصر در طراحی این مجموعه است. این بادگیرها با جهت وزش باد حرکت می‌کنند و وقتی که باد می‌وزد پره‌ها باد را می‌گیرند و هوای تازه و خنک را به داخل خانه‌ها از طریق دریچه‌های هوا که در سطوح پایینی دیوار خانه‌ها قرار دارند می‌فرستند. در همین زمان، هوای گرم و کهنه بالا می‌رود و از طریق داکت‌هایی که در بخش بالایی دیوارهای داخلی تعبیه شده‌اند به بیرون فرستاده می‌شود. وقتی که باد نمی‌وزد، تهویه به صورت سیستم[[دودکش غیرفعال]] عمل می‌کند، به این صورت که هوای گرک بالا رونده به‌طور طبیعی هوای سرد را به داخل می‌کشد. یک تغییر دهنده گرما در میان بادگیرها وجود دارد، ینابراین وقتی که هوای سرد به داخل آن می‌آید از روی هوای گرم بیرون رونده عبور می‌کند و کمی گرم می‌شود. بادگیرها بخش مهم طراحی هستندد چرا که واحدها کاملاً در برابر هوا بسته شده‌اند.
سلول‌های فتوولتائیک(PV): این سلول‌های خورشیدی با نماهای عمودی یکی شده‌است و همچنین یک اتصال وسیع را روی سطح جنوبی سقف به وجود می‌آورد و الکتریسیته را برای ۴۰ ماشین برقی در سایت تولید می‌کند.
CHPسوخت زیستی: یک کارگاه تولید گرما و نیرو به صورت الکتریسیته است. واحد CHP با لاشه‌های چوب که از سه مایلی به آنجا آورده می‌شود کار می‌کند. حدود ۲۰ تن در هر هفته به محل کارگاه آورده می‌شود.
در اینجا لاشه‌ها تا نیمه سوخته می‌شوند و متان آن‌ها گرفته می‌شود، دی‌اکسید کربن و نیتروژن خارج می‌شوند و از طریق یک موتور احتراق به الکتریسیته تبدیل می‌شوند. این واحدها ۱۸ ساعت در روز اجازه کار کردن دارد. به‌طور نرمال وقتی الکتریسیته تولید می‌شود، دو برابر گرما بیشتر تولید می‌شود که به مانند گرمای حاصل از خشک کردن لاشه‌ها، این میزان گرما برای گرم کردن آب بکار می‌رود و سپس این آب داغ از طریق یک شبکه گرمایش ناحیه‌ای به مخزن‌هایی که در هر واحد مسکونی قرار دارد فرستاده می‌شود.
میزان کربنی که در این مجموعه تولید می‌شود برابر با میزانی است که توسط طبیعت به راحتی جذب می‌شود و بنابراین هیچ کربنی اضافی به جو صادر نمی‌شود.
گرمایش و سرمایش: هیچ نیاز گرمایشی در واحدهای مسکونی وجود ندارد و بنابراین هیچ گرمایش مرکزی وجود ندارد. یک رادیاتور در حمام وجود دارد و هر واحد یک مخزن آب گرم بزرگ دارد. اگر درجه حرارت کمی افت کند، تمام ساکنین بایستی دریچه جعبه هوا را باز کنند و اجازه دهند تا گرمای اضافی مخزن هوا را گرم کند. سیستم‌های گرمایشی در فضاهای کار وجود دارد اما هیچ سیستم سرمایشی وجود ندارد. برای سرمایش، ساکنین به سادگی پنجره‌ها را باز و بسته می‌کنند. به دلیل جرم حرارتی بالای ساختمان، درجه حرارت داخلی بسرعت نوسان نمی‌کند حتی اگر درجه حرارت خارجی تغییر نماید.
تامین الکتریسیته
```
تمام واحدها از وسایل با مصرف انرژی کم استفاده می‌کننذ که این مصرف الکتریسیته را تا ۲۵ درصد کاهش داده است. در انگلستان این میزان به‌طور میانگین ۴کیلووات در ساعت است ولی در BedZED3 کیلووات در ساعت است. الکتریسیته توسط واحد CHP گرما و نیرویکه در ساختمان جداگانه‌ای واقع شده‌است و ۷۷۷ مترمربع سلول‌های فتوولتائیک که در سقف‌های ردیفی و پنجره‌ها قرار دارند تأمین می‌شود.
```

آب داغ مصرفی
```
از واحد CHP تأمین می‌شود و توسط شبکه سراسری موجود در سایت به واحدها منتقل می‌گردد.
```

## استفاده پایدار از منابع آب
این مجموعه به صورت زیر به بحران آب پاسخ می‌گوید:
- کاهش تقاضای آب آشامیدنی؛ بازیافت آب باران برای استفاده مجدد در توالت ها؛ کاهش جریان آب سطحی از طریق کفسازی نفوذ پذیر پارکینگ‌ها که اجازه نفوذ آب را به داخل زمین می‌دهد و با استفاده از سقف‌های سبز برای جذب باران؛ آمایش آب‌های آلوده سایت؛ سیستم سبز تأمین و ذخیره آب؛ توالت‌های با مصرف کم‌آب و وسایل و شیرهای کارا در ساختمان؛ ایجاد مترهای اندازه‌گیری مصرف آب.

مصرف آب تا ۷۶ لیتر در روز کاهش یافته‌است؛ در این میان ۱۸ درصد آب باران یا آب بازیافتی را نشان می‌دهد. یک ابداع در این مجموعه استفاده از سیستم تصفیه بیولوژیکی با استفاده از نی است که فاضلاب را برای استفاده غیرآشامیدنی از قبیل سیفون توالت یا آبیاری باغچه‌ها تصفیه می‌کند.
استفاده پایدار از مصالح: مصالح عمده‌ای که در این مجموعه به کار رفته شامل؛ آجر، چوب و فولاد است که تماماً بازیافتی، ترمیمی یا از منابع تأیید شده هستند. این مجموعه استراتژی‌های زیر را برای مصالح بکار برده است:
- استفاده از فولاد موجود در سایت
- الوار بازیافتی برای اهداف غیرسازه‌ای
- منابع چوبی FSC
- منابع مصالح در فاصله ۳۰ مایلی
- توسعه زنجیره تأمین مصالح دست دوم
- پسماند جداشده در سایت برای بازیافت

برای کاهش انرژی نهاندر این مجموعه، مصالح سازه‌ای با انرژی نهان کم و از منابعی که در فاصله‌ای به شعاع ۳۵ مایلی سایت بود انتخاب شدند. این مجموعه از مصالح طبیعی، بازیافتی، ترمیمی، سالم و فاقد آلرژی ساخته شده‌است.
دستیابی به پسماند صفر: استراتژی کاهش پسماند از طریق زیر قابل اجراست:
- وارد کردن یک برنامه آمایش فاصلاب در طرح روی سایت؛ ایجاد مخازن بازیافت برای تمام خانه ها؛ بازبینی پسماند حاصل از ساخت.
- ایجاد مساکن طبیعی و حیات وحش (به منظور احیای اکوسیستم):

فضای باز و سبز: برنامه تنوع زیستی این مجموعه به همراه ۱۸ هکتار پارک اکولوژی در سایت مجاور تکمیل می‌شود. تالاب، حیات وحش و پرورش سنبل و … جزو برنامه‌های اکوپارک است. یک زمین فوتبال و میدانچه که تسهیلات ورزشی و فضای باز را برای ساکنان به وجود می‌آورند در نظر گرفته شد.
سقف سبز و تراس‌های سبز: سقف فضاهای کار به عنوان باغ‌هایی برای فضاهای مسکونی مجاور در نظر گرفته شد. این باغ‌های خصوصی از ۸ مترمربع تا ۲۵ مترمربع مساحت دارند که برای کاشت محصولات غذایی بکار می‌روند. بخشی دیگر از بام با سدیم(سقف سبز عمیق) پوشیده شده‌است. علاوه بر این تمامی خانه‌ها به تراس سبز دسترسی دارند. سقف سبز نه تنها غذای ساکنین را تأمین می‌کند، بلکه به تنوع زیستی نیز کمک می‌کند، به‌طوری‌که مسکنی برای پرندگان منطقه خواهد بود که از هدر رفت گرما، جاری شدن آب باران جلوگیری می‌کند و اثر جزیره گرمایی را کاهش می‌دهد.
دستیابی به حمل و نقل پایدار: یک برنامه حمل و نقل سبز پیاده‌روی، دوچرخه سواری و استفاده از حمل و نقل عمومی را تشویق می‌کند. این مجموعه خطوط ارتباطی عمومی خوبی دارد؛ شمال دو ایستگاه مترو، دو خط اتوبوس و یک خط تراموا. این مجموعه نخستین مجموعه کم ماشین انگلستان است که یک کلوپ ماشین را به وجود آورده‌است. [[سیاست تقدم عابر پیاده]] با روشنایی خوب، حاشیه‌ای در سطح پایین برای کالسکه بچه و ویلچر و یک مسیر ماسین که وسایل نقلیه را با سرعت حرکت پیاده تنظیم می‌کند در نظر گرفته شده‌است. ترکیب فضاهای کار در میان مجموعه و ابجاد تسهیلات اجتماعی، احتیاج به سفر را کاهش داده است. این پروژه اولین پروژه حمل و نقل سبز لازم‌الاجرای قانونی است. نقاط شارژ درجا (در محل) برای ماشین‌ها در مرکز شهر ستون در دسترس است. این برنامه به‌طور خلاصه شامل موارد زیر است:
- استراتژی حمل و نقل سبز برای کاهش وسایل نقلیه سوخت فسیلی تا ۵۰ درصد؛ بیش از ۹۵٪ از سفرهای شهری و کمتر از ۲۵ مایل؛ PV برای تولید الکتریسیته کافی برای ۴۰ اتومبیل با خروج صفر کربن؛ مکان‌های شارژ اتومبیل از تیرهای چراغ برق خیابان؛ بنگاه کرابه اتومبیل در سایت؛ رزرو اینترنتی؛ دسترسی بهبود یافته به حمل و نقل عمومی.
- ایجاد منبع غذای پایدار: محاسبه شده‌است که مشارکت مستقیم در گرمایش جهانی تنها از طریق حمل غذا به اندازه مشارکت مستقیم از طریق خانه‌ها و حمل و نقل شخصی است. به عنوان یک مجموعه با تراکم بالای شهری، این مجموعه نمی‌تواند خانواده‌ها را مجبور کند که در تأمین غذای خود خودکفا باشند؛ بنابراین:
- پروژه پرورش غذا به عنوان بخشی از پارک اکولوژی مجاور در نظر گرفته می‌شود؛ ساکنان جدید تشویق می‌شوند که غذا را در فضاهای خورشیدی و در باغ‌های سقفی پرورش دهند؛ این مجموعه ارتباطاتی را با مزارع ارگانیک در ناحیه خواهد داشت، که تولیدات ارگانیک را با قیمت مناسب در اختیار مجموعه قرار می‌دهد؛ فروشگاه تشویق می‌شود که غذای ارگانیک را به فروش برساند و موفقیت در این مسئله بازبینی می‌شود.

ساکنان می‌توانند خواروبار خود را از طریق اینترنت سفارش دهند. این میزان سفر با اتومبیل را به سوپرمارکت کاهش می‌دهد و ساکنان را تشویق می‌کند که در بنگاه ماشین مشارکت کنند.
حفظ میراث و فرهنگ و به وجود آوردن اجتماعی زنده:
بحث در مورد مسائل اجتماعی، در محدوده این رساله نمی‌گنجد. اما از آنجا که اصول اجتماعی از اصول اکولوژیکی جدا نیست و برای تحقق اهداف اکولوژیکی نیاز به همکاری گروهی از مردم است که با هم فعالیت می‌کنند و در امور با هم مشارکت دارند لذا در اینجا مختصراً به جنبه‌های اجتماعی و اقتصادی در این مجموعه مسکونی اشاره‌ای می نمائیم.
خلق یک جامعه پایدار محلی: تلفیق خانه‌های اجاره‌ای و خانه‌های قابل پرداخت، تنوعی از افراد با سطح درآمدی مختلف و با تخصص‌های مختلف را در این مجموعه جمع کرده‌است و تلفیقی از سایزهای مسکن از سوئیت کوچک تا خانه‌های شهری چهارخوابه، گروه‌های سنی مختلف، افراد مجرد و خانواده‌ها را به اینجا کشانده است. یک محل اجتماع برای حل مشکلات و مسایلی که به وجود می‌آید، در نظر گرفته شده‌است. این محل اجتماع با جوامع اطراف از طریق اصول زون بندی مسکونی که سرعت اتومبیل را در حد پایین نگه می‌دارد و تقدم را به عابر پیاده می‌بخشد ایجاد می‌شود و این در حالیست که میزان امنیت به وسیلهٔ نظارت طبیعی از طریق سوئیت‌های مشرف به فضاهای عمومی افزایش می‌یابد.
پاویلیون: محل اجتماع ساکنین مجموعه یک سالن اجتماعات برای ناحیه هاک بریج است که شامل یک مکان اجتماعی، یک فضای سمینار برای ۷۰ نفر و یک فضای سبز خارجی است.
تکنولوژی اطلاعات و ارتباطات: این مجموعه طوری طراحی شده‌است تا حداکثر استفاده را از ICT ببرد. توانایی برای دستیابی به دانش و ارتباط با آن جوامع موفق آینده را تعریف می‌کند. دستیابی به شبکه برای تمام ساکنان این مجموعه مهیاست.

### ایجاد اشتغال و توسعهاقتصاد محلی
این مجموعه سیاست اقتصاد محلی پایدار را دنبال می‌کند. استفاده از منابع مصالح در شعاع ۶۰ کیلومتری اقتصاد محلی را حمایت می‌کند. این مجموعه با ایجاد فضای کار برای ۲۰۰ نفر به اشتغال محلی و در نتیجه اقتصاد محلی کمک می‌کند. این فضاهای کار به منظور خرده فروشی، تجاری، سرویس‌های تخصصی و فعالیت‌های صنعتی و تکنیکی سبک در نظر گرفته شده‌است. به این دلیل که این فضاهای کار به فضاهای زندگی بسیار نزدیک هستند، سر و صدا و محدودیت‌های امنیتی وجود دادر که تنها نوع خاصی از مشاغل را می‌تواند پذیرا شود.
برنامه‌ریزی شده‌است که تکنولوژی اطلاعات و ارتباطات برای تمام محل‌های کار و خانه‌ها در نظر گرفته شود. بسیاری از خانه‌ها به فضاهای کار مجاور خود مرتبط هستند و واحدهای وسیع کار-زندگی را شکل می‌دهند. یک کافی شاپ و مهدکودک به عنوان فرصت شغلی در نظرگرفته شده‌است. بنگاه ماشین که اکنون توسط [[بیورجنال]] اداره می‌شود می‌تواند به صورت شغل برای تعدادی از ساکنان درآید. مدیریت سایت هم‌اکنون بر عهده [[پی بادی]] است اما می‌تواند بر عهده ساکنان گذاشته شود. همچنین نگهداری ساختمان‌ها و زمین‌ها، و راه‌اندازی برنامه آمایش فاضلاب می‌تواند به عنوان شغل مطرح گردد.
حفظ و بهبود سلامتی و شادابی: روش زندگی سالم با برنامه‌های ارتقای سلامتی زیر به وجود می‌آید:
- پرورش غذای سالم و محلی؛ تشویق دوچرخه سواری به عنوان یک فعالیت سالم از طریق ایجاد کیوسک دوچرخه، دوش‌هایی در محل و خطوطی برای دوچرخه سواری؛ افزایش راحتی و کاهش بیماری‌های زمستانی در خانه‌هایی با گرما و نور مناسب؛ کاهش احتمال بروز آسم و آلرژی از طریق فضاهای داخلی سالم.

## نتیجه‌گیری
اطلاعات ثبت شده مصرف انرژی و آب، صرفه جویی را در حدود ۳۰٪ در مصرف آب و حدود ۹۰٪ در گرمایش فضاها نشان داده است و طبق یک گزارش در سال ۲۰۰۲ از دفتر معمار، انرژی سالانه مصرف شده برای گرمایش آب ۴۳٪ کمتر از ساختمان‌های مسکونی انگلستان، مصرف الکتریسیته ۶۰٪ کمتر و مصرف آب ۵۶٪ کمتر است. ردپای اکولوژیکی این مجموعه یک سوم کمتر از یک همسایگی سنتی است.